# لوك بافوني
لوك بافوني (بالإنجليزية: Luke Pavone)‏ هو لاعب كرة قدم أمريكي في مركز الدفاع، ولد في 29 مارس 1995 في روتشستر في الولايات المتحدة. لعب مع ريتشموند كيكرز.